# 리프레쉬 (영화)
《리프레쉬》는 2022년에 개봉한 대한민국의 영화이다.

## 캐스팅
- 강창모 : K 역
- 임찬미 : 현주 역
- 홍경인 : 관빈 역
- 송하림 : 재호 역
- 최현서 : 승애 역
- 서승아 : 진영 역
- 명현만 : 덩치 역
- 전예지 : 진심 역
- 장재인 : 환희 역
- 손성호 : 병원 원장 역